# Punta Laguna

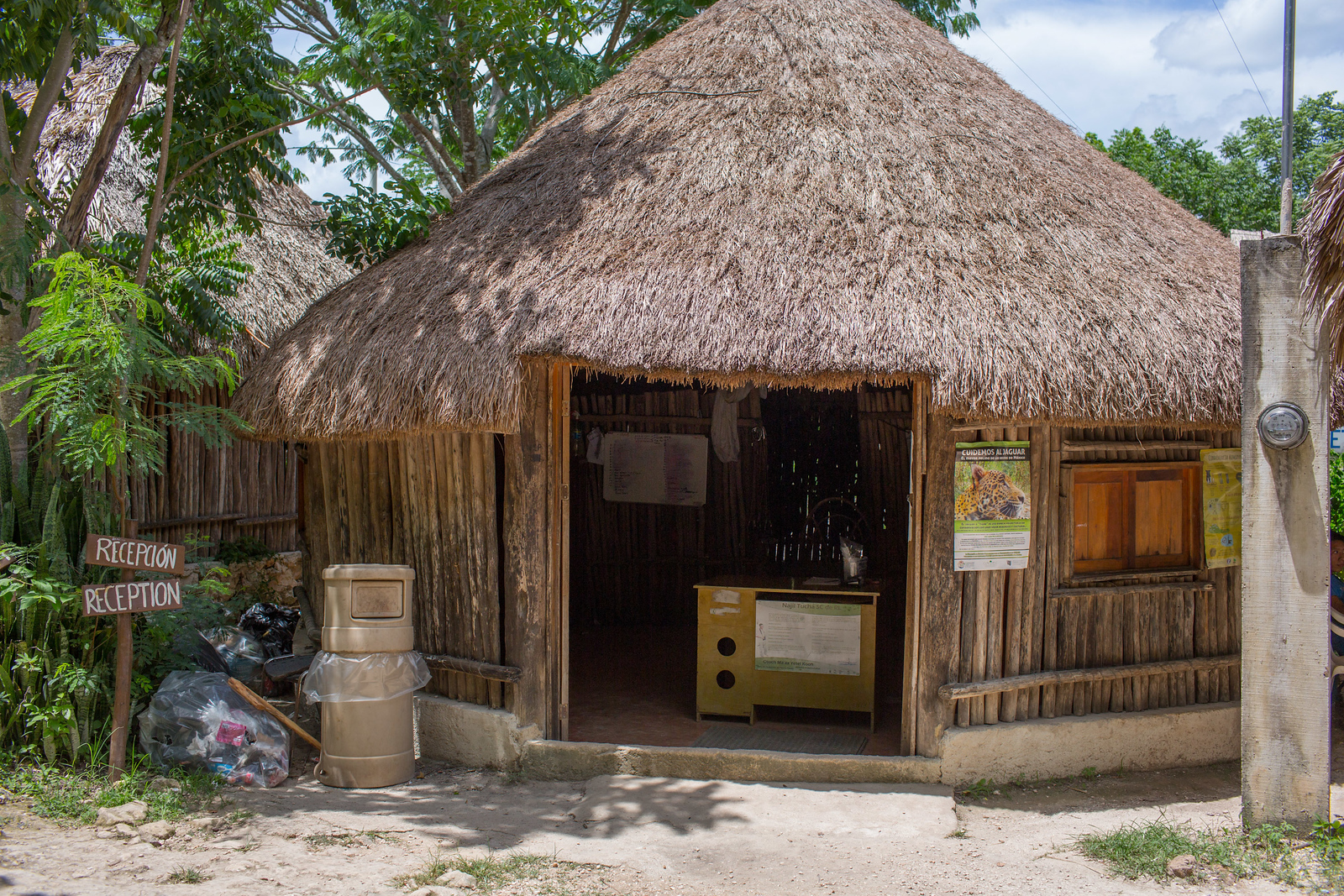
Entrada a la reserva natural de Punta Laguna.

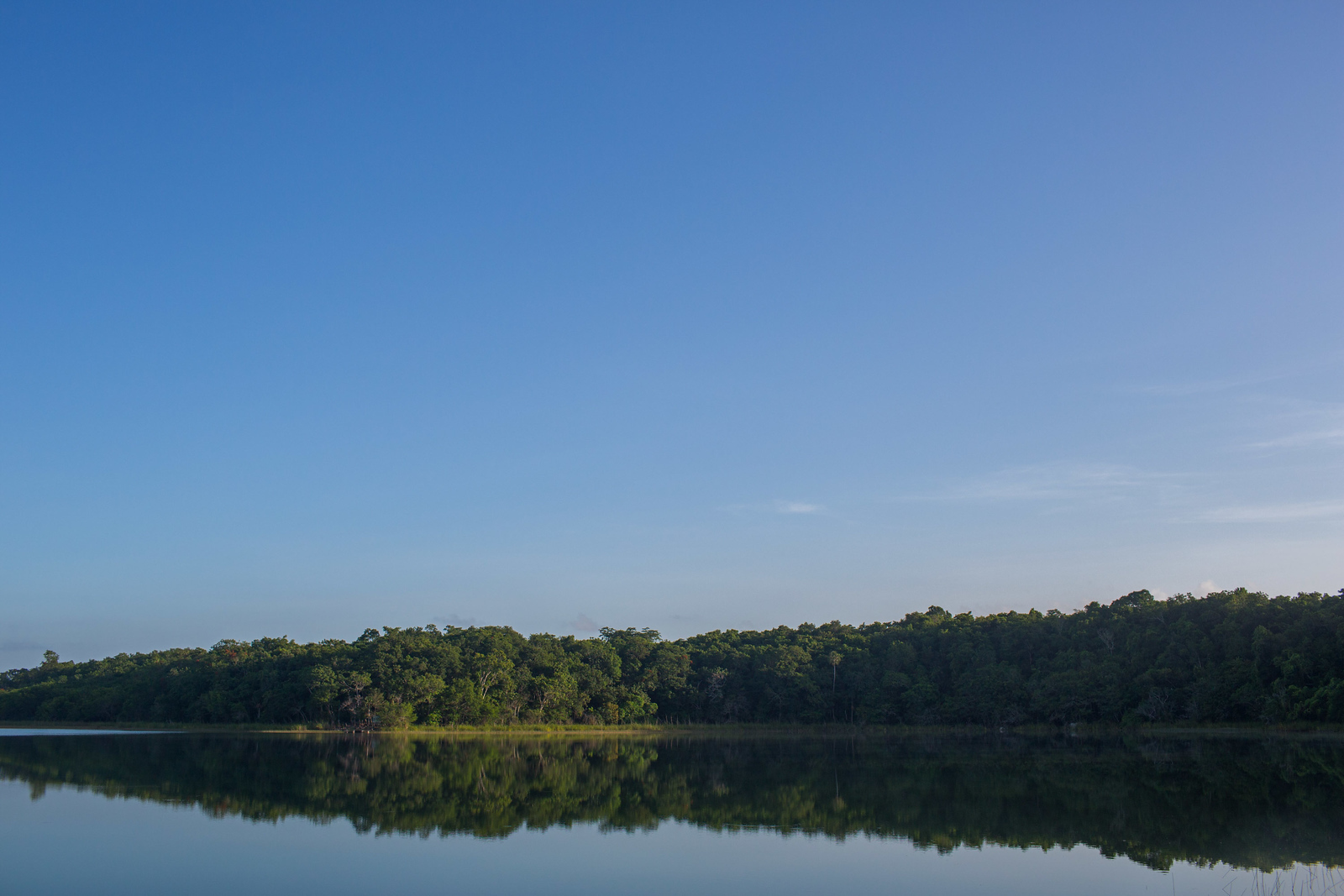
Laguna Punta Laguna (2017)

Punta Laguna (Otoch Ma’ax Yetel Kooh, en maya "la casa del mono y del puma") es un lago natural que se encuentra cerca de los límites de los estados mexicanos de Quintana Roo y Yucatán (muy cercano a los pueblos de Coba y Nuevo Durango). Sus dimensiones aproximadas son de 1,9Km por 750m y corre en sentido sudeste-noroeste.
En Punta Laguna funciona la cooperativa comunitaria Najil Tucha, que opera un museo con información sobre los animales de la zona, así como con utensilios y formas de vida de los maya,. Asimismo, esta cooperativa organiza recorridos por la zona adyacente de la reserva natural, un santuario de los monos araña y de los monos aulladores .  La reserva ha sido lugar de estudios científicos en los campos de la geología,  biología,  y arqueología . 
En Punta Laguna viven cientos de familias de monos que están acostumbradas a los seres humanos, algunos se acercan y es fácil observarlos. En este sitio también hay saraguatos, que son más tímidos.

## El yacimiento arqueológico
El yacimiento arqueológico de Punta Laguna estuvo ocupado aproximadamente entre el 300 a. C. y el 1500 d. C., abarcando los períodos Preclásico, Clásico y Posclásico de la historia maya. El sitio consta de más de 200 estructuras ubicadas alrededor de la laguna Punta Laguna.  Gran parte de la arquitectura que aún se conserva en pie presenta mucha similitud con la de los edificios considerados como del estilo Costa Oriental (similares a los de Cancún, El Meco, Playa del Carmen, Tulúm, etc.)
El sitio también incluye un cenote con carácter ritual y dos cuevas.  